# Exèrcit de l'aire i de l'espai francès
L'Exèrcit de l'aire i de l'espai francès (francès: Armée de l'Air et de l'Espace) és un dels quatre exèrcits que componen les forces armades franceses (armée française) junt amb l'exèrcit de terra (Armée de terre) el de marina (Marine nationale) i la gendarmeria (Gendarmerie nationale).
L'exèrcit de l'aire francès el componen 47.700 militars i 7.500 civils (any 2010) i realitzen 233.000 hores de vol per any. El seu pressupost anual del 2010 va ser de 4,8 milions d'euros.

## Història
L'aviació militar francesa va néixer l'any 1909, essent França el primer país del món equipat amb avions de combat. Des de la llei de 29 de març de 1912 l'aeronàutica militar francesa forma part oficialment de les forces armades franceses i estandarditzà els emblemes d'aeronau, cosa que feu el 1912 tot basant-se en l'escarapel·la nacional francesa tradicional.
A l'entrada de la Primera Guerra Mundial França disposava de 148 avions i 15 dirigibles, en el moment de l'armistici de 1918 França tenia en servei 3.618 avions. 5.500 pilots i observadors hi moriren (31% de pèrdues).
Durant la Segona Guerra Mundial es produí la Batalla Aèria de França (1940) i, de 1940 a 1943 es creà la "FAFL" (Forces aériennes françaises libres) pels aviadors francesos que no obeïen el govern col·laboracionista del mariscal Petain (govern de Vichy).

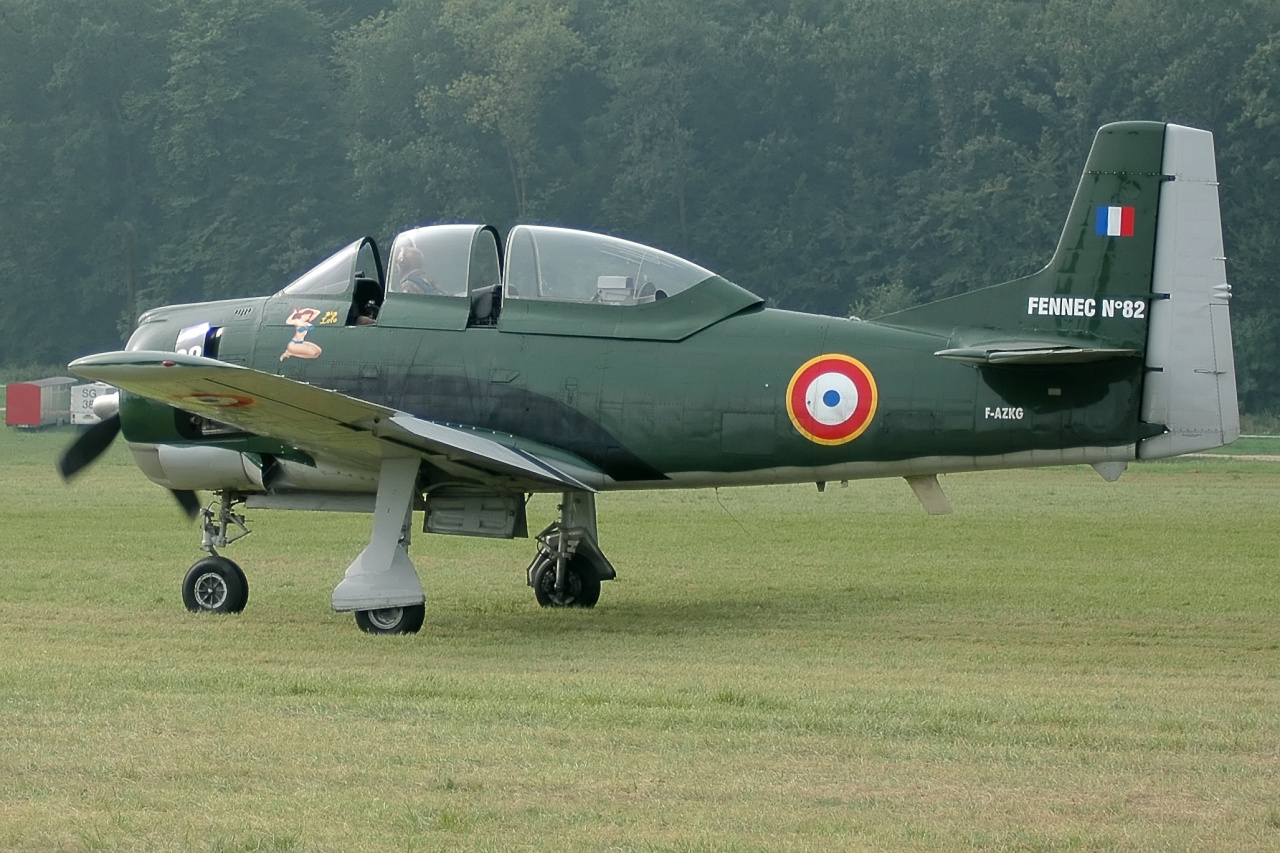
Un avió estatunidenc T-28 Trojan amb els colors de l'exèrcit de l'aire francès que es va utilitzar a la guerra antiguerrilla d'Algèria.

Després de 1945, l'exèrcit de l'aire es va fer servir especialment a Indoxina (1945-1954), la Crisi del canal de Suez (1956), a Algèria (1952-1962), Mauritània i al Txad, al golf pèrsic (1990-1991), i a l'ex-Iugoslàvia i Afganistan.
El 2011 l'exèrcit de l'aire francès participa en la revolució líbia de 2011, en suport dels rebels contra el govern de Gaddafi.
El 2020 formalitza un canvi de nom per incloure la defensa de l'espai exterior i passa a dir-se Armée de l'Air et de l'Espace.

## Organització
Sota l'autoritat del cap d'estat major de l'exèrcit de l'aire (Chef d'état-major de l'armée de l'air et de l'espace (CEMAAE)) que té la seu a París, comprèn formacions repartides entre: 
- L'estat major (Etat-major de l'Armee de l'air et de l'espace (EMAAE));
- les forces;
- les bases aèries (aériennes');
- La direcció de recursos humans (la direction des ressources humaines de l'armée de l'air);
- els serveis (les services').[6]

## Aeronaus en ús
| Aeronaus                           | Origen       | Tipus                                                              | Versió 80%(denominación local)                                           | En servei,            | Notes                                                      | Imatges                    |
| aeronaus de combat                 |              |                                                                    |                                                                          |                       |                                                            |                            |
| Dassault Mirage 2000               | França       | Caça multirol                                                      | total Mirage 2000-5F Mirage 2000B Mirage 2000C Mirage 2000D Mirage 2000N | 249 32 21 52 80 64    | polivalent biplaça defensa aèria atac a terra atac nuclear | Mirage                     |
| Dassault Mirage F1                 | França       | Caça mutirol                                                       | totale Mirage F1B Mirage F1CR Mirage F1CT                                | 65 7 48 10            | entrenament reconeixement Caça bombarder                   | Mirage                     |
| Dassault Rafale                    | França       | Caça mutirol                                                       | totale Rafale B Rafale C                                                 | 59 (+23 pedido) 38 21 | el total final será 234 (139 B y 95 C) biplaça monoplaça   | Rafale                     |
| aeronaus estratègiques             |              |                                                                    |                                                                          |                       |                                                            |                            |
| Boeing E-3 Sentry                  | Estats Units | Patruller tipus AWACS                                              | E-3F (B707-300C)                                                         | 4                     | SDA201 - SDA202 - SDA203 - SDA204                          | Boeing E-3 Sentry          |
| Boeing KC-135 Stratotanker         | Estats Units | Abastament en vol                                                  | C-135FR                                                                  | 14                    | 93-CA -CB -CC -CE -CF -CG -CH -CI -CJ -CK -CL -CM -CN -CP  | Boeing KC-135 Stratotanker |
| Airbus A340                        | França       | Transport VIP president i logístic (tropes, material)              | A340-211                                                                 | 2                     | F-RAJA - F-RAJB                                            | Airbus A340                |
| Airbus A310                        | França       | Transport logístic(tropas, material)                               | A310-304                                                                 | 3                     | F-RADA - F-RADB - F-RADC                                   | Airbus A310                |
| Airbus A330 MRTT                   | França       | Abastament en vol i transport logístic                             | A330-200MRTT                                                             | (14 comandes)         |                                                            |                            |
| aeronaus de transport              |              |                                                                    |                                                                          |                       |                                                            |                            |
| Airbus A400M                       | França       | Transport pesat tàctic /estratègic                                 | A400M                                                                    | (50 pedido)           |                                                            |                            |
| Lockheed C-130 Hercules            | Estats Units | Transport táctic                                                   | C-130HC-130H-30                                                          | 59                    |                                                            | Lockheed C130H             |
| Transall C-160                     | França       | intel·ligència electrònicaTransport táctico                        | C-160G GabrielC-160R                                                     | 251                   |                                                            | Transall C-160             |
| CASA CN-235                        | Espanya      | Transport tàctic                                                   | CN-235-200M                                                              | 19 (+8 pedido)        |                                                            | CASA CN-235                |
| DHC-6-300 Twin Otter               | Canadà       | Transport lleuger                                                  | DHC-6-300                                                                | 5                     |                                                            | DHC-6-300 Twin Otter       |
| SOCATA TBM                         | França       | Transport VIP                                                      | TBM 700                                                                  | 16                    |                                                            | airliners.net              |
| Airbus A319                        | Alemanya     | Transport VIP president i primer ministre                          | A319-115(X)(CJ) Chirac e Jospin                                          | (2)                   | F-RBFA - F-RBFB (en venda)                                 | Airbus A319                |
| Airbus A330                        | França       | Transport VIP presidencial                                         | A330-223 Cotam Unité                                                     | 1                     | F-RARF                                                     |                            |
| Dassault Falcon 2000               | França       | Transport VIP                                                      | Falcon 2000                                                              | (4 comandes)          | substituiran els Falcon 50                                 |                            |
| Dassault Falcon 7X                 | França       | Transport VIP                                                      | Falcon 7X Carla One                                                      | 2                     | F-RAFA - F-RAFB sustituyarán a los Falcon 900              | airliners.net              |
| Dassault Falcon 50                 | França       | Transport VIP                                                      | Mystère 50                                                               | 4                     | F-RAFI - F-RAFJ - F-RAFK - F-RAFL                          | Falcon 50                  |
| Dassault Falcon 900                | França       | Transport VIP                                                      | Falcon 900                                                               | 2                     | F-RAFP - F-RAFQ                                            | Falcon 900                 |
| Helicòpters                        |              |                                                                    |                                                                          |                       |                                                            |                            |
| Aérospatiale AS 332 Super Puma     | França       | Helicòpter de combat, recerca i rescat Helicòpter de transport VIP | AS332C AS332M1                                                           | 2 3                   |                                                            | Super Puma                 |
| Aérospatiale AS 532 Cougar         | França       | Helicòpter de transport VIP                                        | AS532UL Cougar                                                           | 3                     |                                                            | Cougar                     |
| Aérospatiale AS 555 Fennec         | França       | Helicòpter lleuger polivalent                                      | AS555AN                                                                  | 42                    |                                                            |                            |
| Eurocopter EC-725                  | França       | Helicòpter de combat, recerca i rescat                             | EC725                                                                    | 6 (+5 pedido)         |                                                            | EC725                      |
| Aérospatiale SA 330 Puma           | França       | Helicòpter de combat, recerca i rescat                             | SA330B                                                                   | 29                    |                                                            |                            |
| Entrenament                        |              |                                                                    |                                                                          |                       |                                                            |                            |
| Dassault-Breguet/Dornier Alpha Jet | França       | Entrenament avançat                                                | Alpha Jet E                                                              | 140                   | també emprat per la Patrouille de France                   | Alpha Jet E                |
| SAN Jodel D.140 Mousquetaire       | França       | Entrenament                                                        | D140E/R                                                                  | 18                    |                                                            | airliners.net              |
| Embraer EMB 121 Xingu              | Brasil       | Entrenament bàsic                                                  | Emb121AA/AN                                                              | 30                    |                                                            | EMB 121                    |
| Embraer EMB 312 Tucano             | Brasil       | Entrenament bàsic                                                  | Emb312                                                                   | 47                    |                                                            |                            |
| Extra 300                          | Alemanya     | Entrenament acrobàtic                                              | Extra 300SC                                                              | 3                     |                                                            | airliners.net              |
| SOCATA TB-30                       | França       | Entrenament bàsic                                                  | TB-30 Epsilon                                                            | 92                    |                                                            | TB-30 Epsilon              |

## Personal

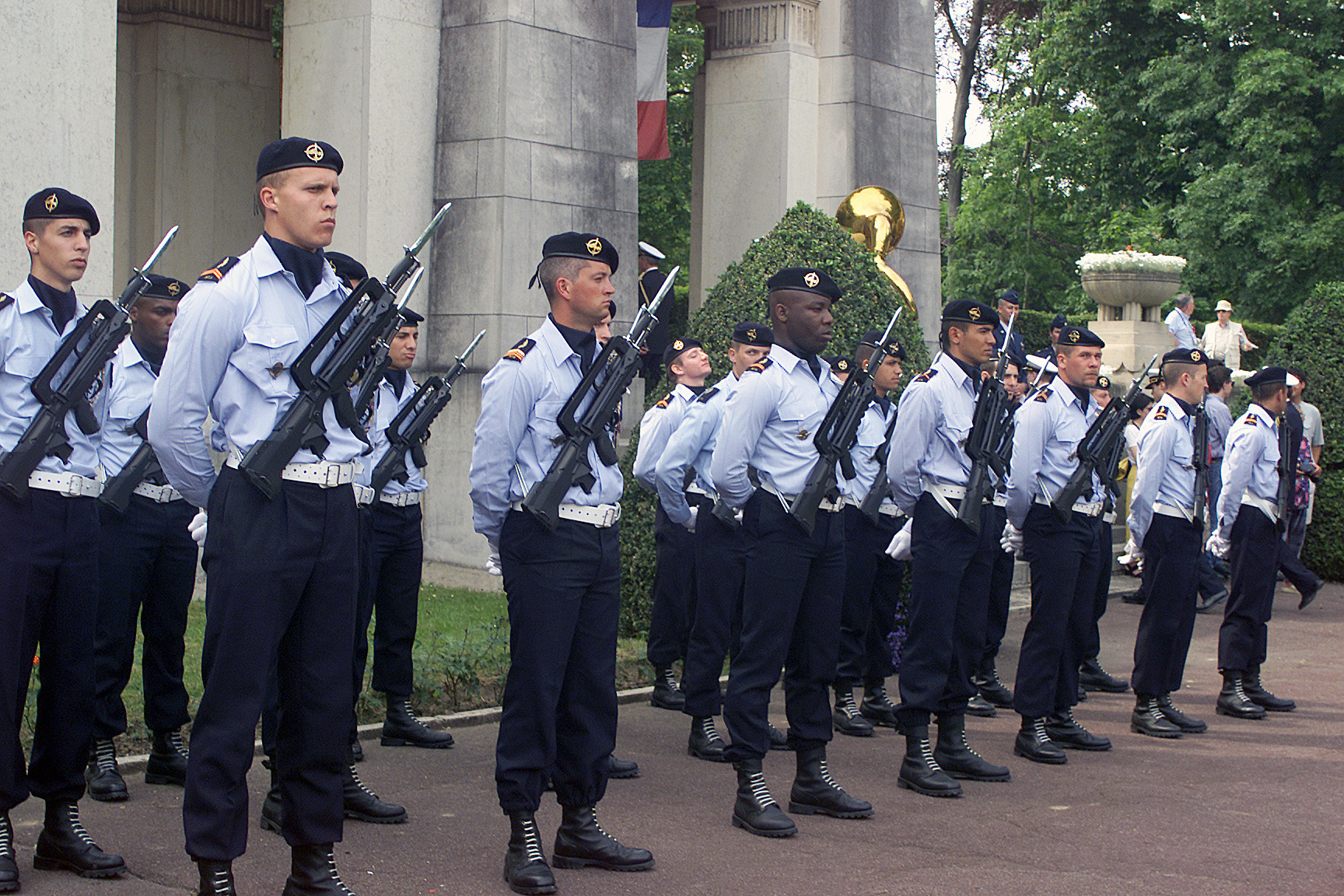
Obertura del memorial de l'esquadrilla La Fayette

L'Exèrcit de l'Aire compta amb 55.200 efectius, dels quals un 20% són dones.
- Dels 47.700 membres militars hi ha:
  - 13% d'oficials
  - 55% de sots-oficials
  - 29% de militars tècnics de l'aire (MTA)
  - 3% de voluntaris del servei nacional i de voluntaris aspirants
- i 7.500 civils (14%)

Estan dividits en múltiples especialitats:
- personal no navegant:
  - mecànics de sistemes aeronàutics
  - controladors aeris
  - personal administratiu
  - fusellers
  - informàtics
  - personal d'infrastructura
  - personal docent
  - administradors
- personal navegant:
  - pilots de caces
  - pilots de transport
  - pilots d'helicòpter
  - mecànic navegant
  - navegant oficial del sistema d'armament

### Formació del personal
Els militars de l'Exèrcit de l'Aire són formats a les següents bases aèries:
- els oficials, segons el tipus de reclutament i la seva futura especialitat, a l'Acadèmia de l'Aire de Salon-de-Provence, a l'Acadèmia de Comissaris de l'Aire de Salon-de-Provence, a l'Acadèmia Militar de l'Aire de Salon-de-Provence, a l'Acadèmia d'Aviació de Caça de Tours, a l'Acadèmia de Transició Operativa de Cazaux, a l'Acadèmia d'Aviació de Transport d'Avord i a l'Acadèmia de Pilotatge de l'Exèrcit de l'Aire de Cognac ;
- els sots-oficials són formats a l'Acadèmia de formació de sots-oficials de l'Exèrcit de l'Aire (EFSOAA) de Rochefort i a

l'Acadèmia dels Diversos Serveis de Cherbourg-Querqueville per a les especialitats administratives.
- els militars tècnics de l'aire són formats a l'Acadèmia d'Ensenyança Tècnica de l'Exèrcit de l'Aire (EETAA) de Saintes.

### Taula de Rangs

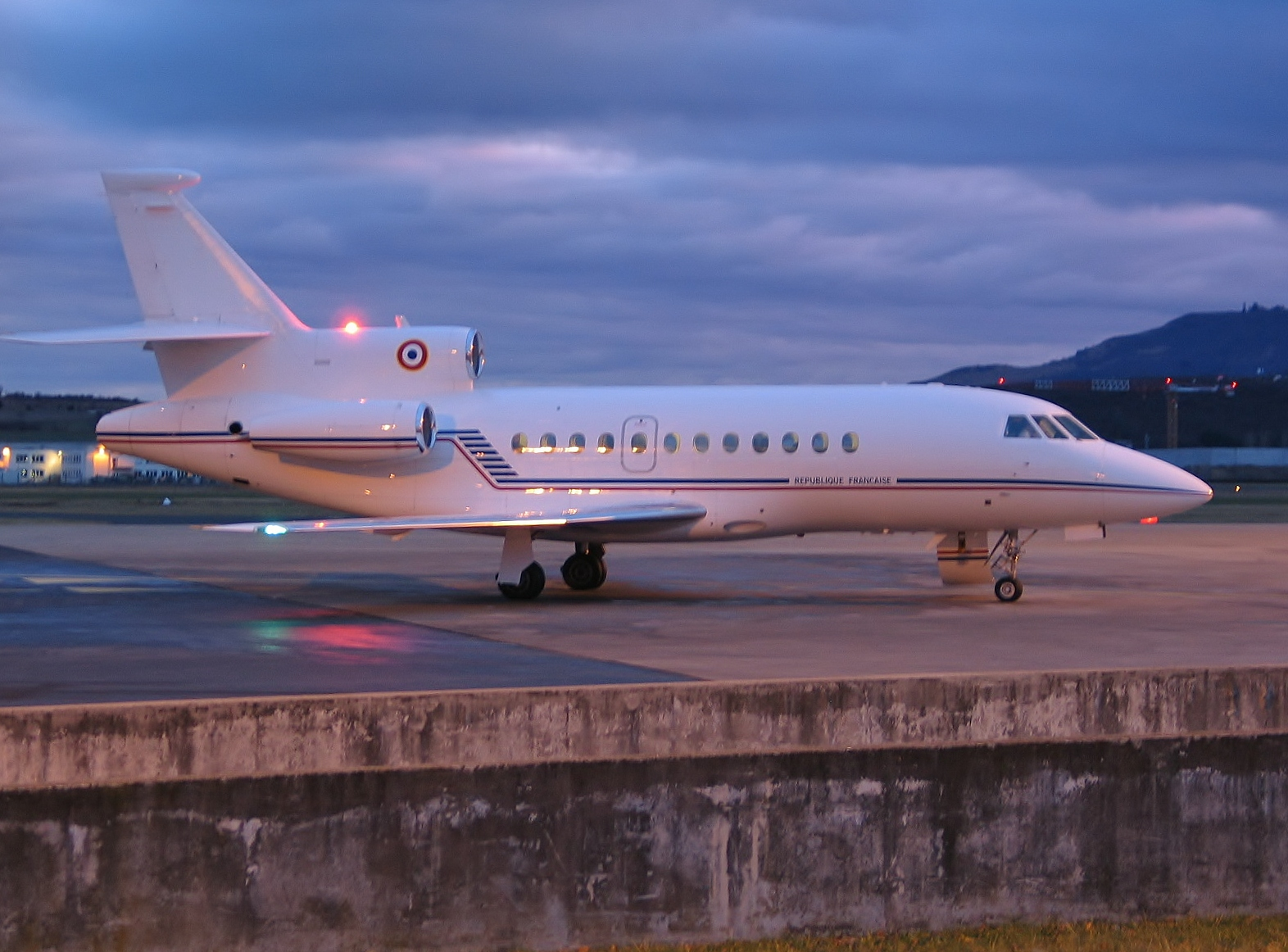
Falcon 900 à l'aeroport de Clermont-Ferrand

Oficials
| Codi OTAN                       | OF-9                     | OF-8                    | OF-7                         | OF-6                        | OF-5            | OF-4               | OF-3          | OF-2           | OF-1          | OF-1            | Oficial cadet |
| ------------------------------- | ------------------------ | ----------------------- | ---------------------------- | --------------------------- | --------------- | ------------------ | ------------- | -------------- | ------------- | --------------- | ------------- |
| Rotllana de l'Exèrcit de l'Aire |                          |                         |                              |                             |                 |                    |               |                |               |                 |               |
| Mariscal en Cap de l'Aire       | Mariscal de l'Aire       | Vicemariscal de l'Aire  | Comodor de l'Aire            | Capità de Grup              | Comandant d'Ala | Cap d'Esquadró     | Tinent de Vol | Oficial de Vol | Oficial Pilot | Oficial Pilot   |               |
|                                 | General d'Exèrcit        | General de Cos Aeri     | General de Divisió Aèria     | General de Brigada Aèria    | Coronel         | Tinent Coronel     | Comandant     | Capità         | Tinent        | Sotstinent      | Oficial Cadet |
|                                 | Général d'Armée Aérienne | Général de Corps Aérien | Général de Division Aérienne | Général de Brigade Aérienne | Colonel         | Lieutenant-Colonel | Commandant    | Capitaine      | Lieutenant    | Sous-Lieutenant | Aspirant      |

Sots-oficials
| Codi OTAN                       | OR-9  | OR-8           | OR-7     | OR-6           | OR-5     | OR-4           | OR-3    | OR-2                        | OR-1     |  |
| ------------------------------- | ----- | -------------- | -------- | -------------- | -------- | -------------- | ------- | --------------------------- | -------- |  |
| Rotllana de l'Exèrcit de l'Aire | Major | Ajudant en Cap | Ajudant  | Sergent en Cap | Sergent  | Caporal en Cap | Caporal | Aviador de primera classe   | Aviador  |  |
| Rotllana de l'Exèrcit de l'Aire | Major | Ajudant en Cap | Ajudant  | Sergent en Cap | Sergent  | Caporal en cap | Caporal | Aviador de 1a classe        | Aviador  |  |
|                                 | Major | Adjudant-chef  | Adjudant | Sergeant-chef  | Sergeant | Caporal-chef   | Caporal | Aviateur de première classe | Aviateur |  |